# Johann Michael Hahn
Michael Hahn (Altdorf, 2 febbraio 1758 – Jettingen, 20 gennaio 1819) è stato un teosofo tedesco.

## Biografia
Nacque in una famiglia di contadini il 2 febbraio 1758, ad Altdorf, vicino a Stoccarda. All'età di diciassette anni sosteneva di aver avuto una visione misteriosa della durata di tre ore. Da quel momento frequentò le riunioni dei pietisti. Divenne un predicatore, vivendo nella tenuta della duchessa Frances a Sindlingen vicino Herrenberg nel Württemberg, dove morì il 20 gennaio 1819.

## Opere
- Johann Michael Hahns Schriften. 15 Bände. Originalausgaben Fues, Tübingen (ab 1819), Nachauflagen M. Hahn'sche Gemeinschaft, Stuttgart (ab 1932).
  - Volume 1: Lieder über die Berg-Predigt Jesu, ... 1819.
  - Volume 2: Briefe über die Apostel-Geschichte, ... 1820.
  - Volume 3: Briefe und Lieder über die zweyte Epistel Pauli an die Corinther, ... 1820.
  - Volume 4: Briefe und Lieder über die Briefe Pauli an den Timotheus, ... 1820.
  - Volume 5: Briefe und Lieder über die heilige Offenbarung Jesu Christi, ... 2. Auflage. 1846.
  - Volume 6,1: Psalm 1 bis 66, ... 3. Auflage. 1853.
  - Volume 6,2: Psalm 67 bis Ende. 3. Auflage. 1853.
  - Volume 7: Betrachtungen auf alle Tage des Jahrs über den Brief Pauli an die Römer, ... 1849.
  - Volume 8: Betrachtungen auf alle Tage des Jahrs über einzelne biblische Texte, ... 1825.
  - Volume 9: Betrachtungen, Gebete und Lieder auf die Sonn-, Fest- und Feyertage, ... 1826.
  - Volume 10: Sammlung von auserlesenen geistlichen Gesängen zur Belehrung, ... 1827.
  - Volume 11: Send-Briefe über einzelne Kapitel aus dem alten Testament und den vier Evangelisten, ... 1855.
  - Volume 12: Send-Briefe über einzelne Capitel aus dem alten und neuen Testament und Antworten auf Fragen über Herzenserfahrungen, ... 1830.
  - Volume 13: Sendschreiben und Lieder an Freunde der Wahrheit als Antworten auf ihre Fragen. 1841.
  - Volume 14: Briefe von der ersten Offenbarung Gottes durch die ganze Schöpfung bis an das Ziel aller Dinge, ... 1825.
  - Volume 15: Sammlung auserlesener geistlicher Gesänge, ... 5. Auflage. 1891.